# Fools of Fortune
Fools of Fortune is een Britse dramafilm uit 1990, geregisseerd door Pat O'Connor en geschreven door Michael Hirst en gebaseerd op de gelijknamige roman uit 1983 van William Trevor.

## Verhaal
De film toont een protestantse familie verstrikt in het conflict tussen het Britse leger en de IRA tijdens de Ierse Onafhankelijkheidsoorlog.

## Rolverdeling
| Acteur                      | Personage         |
| --------------------------- | ----------------- |
| Iain Glen                   | Willie Quinton    |
| Sean T. McClory             | jonge Willie      |
| Mary Elizabeth Mastrantonio | Marianne          |
| Julie Christie              | Mrs. Quinton      |
| Catherine McFadden          | Imelda            |
| Amy-Joyce Hastings          | Geraldine Quinton |
| Michael Kitchen             | Mr. Quinton       |
| Hazel Flanagan              | Deirdre Quinton   |
| Frankie McCafferty          | Tim Paddy         |
| Niamh Cusack                | Josephine         |
| John Kavanagh               | Johnny Lacy       |